# Harzkristall
Die Glasmanufaktur Harzkristall GmbH in Derenburg, Sachsen-Anhalt, ist eine der wenigen Glashütten in Deutschland, die mundgeblasene Produkte herstellt. Spezialgebiete sind Vasen, Glasleuchten sowie die Herstellung von Glasteilen und Lampen für den Denkmalschutz sowie Glaskunst-Produkte in Zusammenarbeit mit namhaften Künstlern. Der Außenbereich mit Spielplatz und Gartenlandschaft war Außenstelle der Landesgartenschau 2006 in Wernigerode.

## Hüttenhistorie
1946 gründeten heimatvertriebene Sudetendeutsche die Hohlglasveredelungsgenossenschaft Wernigerode als so genannte Umsiedlergenossenschaft. Nachdem 1949 ein 1908 erbautes Umspannwerk zum VEB Glaswerk Harzkristall Derenburg umgebaut wurde, übernahm 1966 die Hochschule für industrielle Formgestaltung Halle, Burg Giebichenstein die Glashütte.
Der bedeutendste Glasgestalter des Betriebs war ab 1962 Fritz Wondrejz.
1990 wurde die Glasmanufaktur Eigentum der Treuhand, und mit der Hochschule für Kunst + Design schloss man eine Kooperation. 1993 übernahm das Land Sachsen-Anhalt die Hütte als Staatliche Glasmanufaktur Harzkristall GmbH. Am 1. Oktober 2004 ging der staatliche Betrieb als Glasmanufaktur Harzkristall GmbH in Privateigentum über.
Im August 2013 wurde die Gerhard Bürger Stiftung gegründet und die Glasmanufaktur Harzkristall auf diese Stiftung übertragen.

## Erwähnenswerte Extra-Produktionen
- Deckenleuchtenanlage des Abgeordnetencafes im Paul-Löbe-Haus des Deutschen Bundestages mit 190 Leuchten in 70 verschiedenen Farbgläsern. Die Lampen gestaltete der kubanische Künstler Jorge Pardo.
- Lampen für die Kulisse des Stauffenberg-Films mit Tom Cruise
- Jugendstillampen im Berliner Dom
- Lampen in der Berliner Synagoge Rykestraße, der Hamburger Kunsthalle, dem Freisinger Dom sowie dem Theater Lindau
- Zauberlampen von Otmar Alt

## Auszeichnungen
- Tourismuspreis Sachsen-Anhalt 2006